# Mikonos
Mikonos (grško Μύκονος [míkonos]) je grški otok, del Kikladov, ki leži med Tinosom, Syrosom, Parosom in Naksosom. Otok ima površino 85,5 km2 in se na najvišji točki dvigne na nadmorsko višino 341 metrov. Po popisu iz leta 2011 živi 10.134 prebivalcev, večina jih živi v največjem mestu Mikonos, ki leži na zahodni obali. Mesto je znano tudi kot Chora (tj. „Mesto“ v grščini, po običajni praksi v Grčiji, ko je ime samega otoka enako imenu glavnega mesta).
Mikonos je dobil vzdevek "Otok vetrov", zaradi zelo močnih vetrov, ki običajno pihajo na otoku. Turizem je pomembna panoga, Mikonos pa je znan po živahnem nočnem življenju in po tem, da je istospolno usmerjena destinacija s številnimi ustanovami, ki skrbijo za skupnost LGBT.